# Матяшин, Николай Николаевич
Николай Николаевич Матяшин (9 мая 1922 — 23 августа 1988) — пулемётчик 925-го стрелкового полка 249-й стрелковой дивизии 8-й армии Ленинградского фронта, младший сержант.

## Биография
Родился 9 мая 1922 года в городе Тарту в семье рабочего. Русский. Член ВКП/КПСС с 1948 года. Окончил 8 классов, техническую школу в городе Нарва. Работал старшим пионервожатым в Таллинской школе № 24.
В Красную Армию призван в июне 1941 года и направлен на фронт.
Пулеметчик 925-го стрелкового полка комсомолец младший сержант Матяшин Н. Н. в бою 29 сентября 1944 года при освобождении острова Муху в числе первых высадился на пристани Куйвасту. Огнём из ручного пулемёта вывел из строя расчёт орудия противника, чем способствовал успешной высадке десанта. Был ранен, но не покинул поле боя.
Указом Президиума Верховного Совета СССР от 24 марта 1945 года за мужество и героизм, проявленные в боях с немецко-фашистскими захватчиками, младшему сержанту Матяшину Николаю Николаевичу присвоено звание Героя Советского Союза с вручением ордена Ленина и медали «Золотая Звезда».
В 1945 году Н. Н. Матяшин демобилизован в звании «младший лейтенант». В 1950 году он окончил Ленинградский техникум Министерства путей сообщения. Жил в Таллине, где и скончался 23 августа 1988 года. Похоронен на таллинском кладбище Метсакальмисту.
Награждён орденом Ленина, орденом Отечественной войны 1-й степени, медалями.